# Frank D’Rone
Frank D’Rone (eigentlich Frank Caldarone, * 26. April 1932 in Brockton, Massachusetts; † 3. Oktober 2013 in Wheaton, Illinois) war ein US-amerikanischer Sänger und Gitarrist, der meist in der Musikszene Chicagos aktiv war.

## Leben
Frank D’Rone wuchs in Providence, Rhode Island auf, wo er bereits als Fünfjähriger öffentliche Auftritte hatte; mit 18 Jahren spielte er in Manhattan. Anfang der 1950er-Jahre ging er auf Tourneen und verkürzte seinen Nachnamen auf D’Rone. Ende der 1950er-Jahre zog er nach Chicago, wo er im Club Dante’s Inferno an der North Side auftrat. Sein Erfolg führte zu einem Plattenvertrag bei Mercury und Cadet Records; 1958 entstand das Album Frank D’Rone Sings mit Jazzstandards wie My Foolish Heart, Yesterdays und Fascinating Rhythm in den Arrangements von Bill Russo; Nat King Cole schrieb die Liner Notes. Weitere Aufnahmen entstanden in Begleitung der Jazzmusiker Bud Shank, Barney Kessel, Jimmy Rowles, Red Mitchell und Shelly Manne.
Im Dezember 1960 platzierte sich seine Single Strawberry blonde in den UK-Charts auf Platz 18.
Es folgten Auftritte im Vorprogramm von Jonathan Winters, Smothers Brothers, Lenny Bruce und Mort Sahl sowie Fernsehauftritte in den 1960er- und 70er-Jahren in Johnny Carsons Tonight Show und bei Perry Como und Merv Griffin. Obwohl er nicht an den Erfolg von Frank Sinatra, Tony Bennett, Nat King Cole, Mel Tormé anknüpfen konnte, gelangen ihm mit den Songs Bluesette und Joey, Joey, Joey landesweite Erfolge. In den 1970er- und 80er-Jahre hatte er auf Einladung von Sinatra und Liza Minnelli Engagements in Las Vegas und Atlantic City. Im letzten Jahrzehnts seines Lebens trat er auf lokaler Ebene auf Jazzfestivals in Chicago auf. 2012 legte D’Rone das Album Double Exposure vor, das er mit einer Big Band aufgenommen hatte. Im Bereich des Jazz war er zwischen 1958 und 2002 an zehn Aufnahmesessions beteiligt.

## Diskographische Hinweise
- After the Ball (Mercury, ca. 1960), mit Benny Carter, Billy May
- Try a Little Tenderness (Mercury, ca. 1961)
- In Person (Mercury, 1962)
- Brand New Morning (Cadet, 1968), mit Johnny Pate
- Finally Together: Frank D’Rone and Geraldine DeHaas with Bob Perna and Persistance (1996)
- Dear Frank, The Song Is You (2002)